# العلم في عصر الحضارة الإسلامية
العِلْمُ فِي عَصْرِ الحَضَارة الإسْلَامِيّة هو العلم الذي طور ومورس خلال العصر الذهبي للإسلام تحت الدولة الأموية في الأندلس، وبني عباد في إشبيلية، والدولة السامانية، والزياريين، والبويهيين في بلاد فارس، والدولة العباسية وما بعدها، والتي امتدت تقريبًا بين الفترة 786 و1258. شملت الإنجازات العلمية الإسلامية مجموعة واسعة من المجالات، وخاصة علم الفلك والرياضيات والطب. وشملت الموضوعات الأخرى للبحث العلمي الخيمياء والكيمياء وعلم النبات والهندسة الزراعية والجغرافيا ورسم الخرائط وطب العيون والصيدلة والفيزياء وعلم الحيوان.
كان للعلم الإسلامي في العصور الوسطى أغراض عملية بالإضافة إلى هدف الفهم. على سبيل المثال، كان علم الفلك مفيدًا في تحديد القبلة، ووجهة الصلاة، وكان لعلم النبات تطبيق عملي في الزراعة، كما في أعمال ابن بصال وابن العوام، والجغرافيا مكنت أبو زيد البلخي من عمل خرائط دقيقة. حقق علماء الرياضيات الإسلاميون مثل الخوارزمي وابن سينا وغياث الدين الكاشي تقدمًا في الجبر وعلم المثلثات والهندسة والأرقام العربية. وصف الأطباء المسلمون أمراضًا مثل الجدري والحصبة، وتحدوا النظرية الطبية اليونانية الكلاسيكية. وصف البيروني وابن سينا وآخرون تحضير مئات الأدوية المصنوعة من النباتات الطبية والمركبات الكيميائية. درس الفيزيائيون الإسلاميون مثل ابن الهيثم والبيروني وآخرون علم البصريات والميكانيكا وعلم الفلك، وانتقدوا رؤية أرسطو للحركة.
خلال العصور الوسطى، ازدهرت العلوم الإسلامية عبر منطقة واسعة حول البحر الأبيض المتوسط وأبعد من ذلك، لعدة قرون، في مجموعة واسعة من المؤسسات.

## العلم في الحضارة الإسلامية

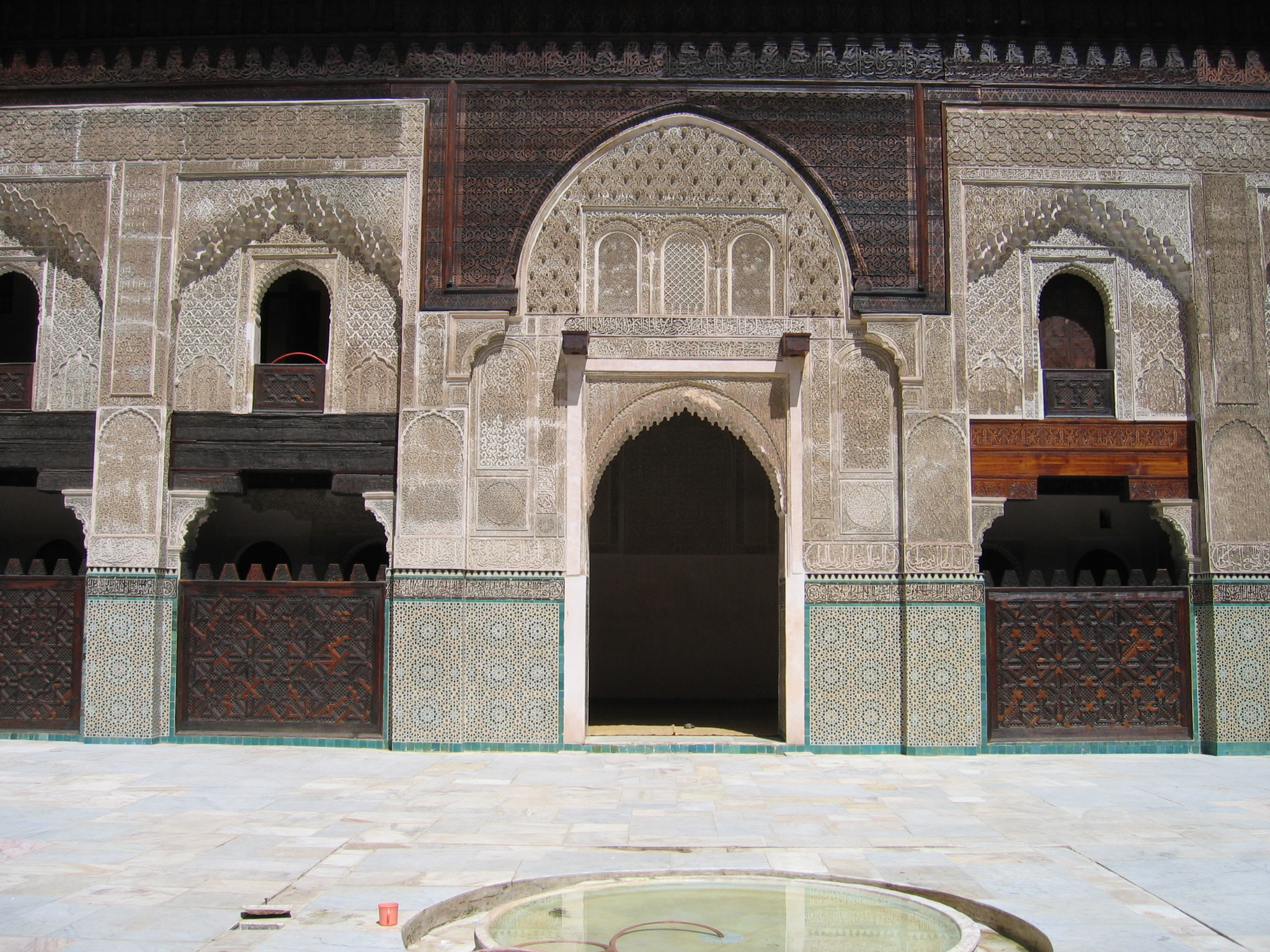
بهو المدرسة البوعنانية ،1357, فاس (المغرب)

ابتكر المسلمون علوماً جديدة لم تكن معروفة قبلهم وسموها بأسمائها العربية كعلم الكيمياء وعلم الجبر وعلم المثلثات. ومن مطالعاتنا للتراث العلمي الإسلامي نجد أن علماء المسلمين قد ابتكروا المنهج العلمي في البحث والكتابة. وكان يعتمد على التجربة والمشاهدة والاستنتاج. وأدخل العلماء المسلمون الرسوم التوضيحية في الكتب العلمية ورسوم الآلات والعمليات الجراحية. ورسم الخرائط الجغرافية والفلكية المفصلة. وقد ابتدع المسلمون الموسوعات والقواميس العلمية حسب الحروف الأبجدية. وكان لاكتشاف صناعة الورق وانتشار حرفة الوراقة في العالم الإسلامي فضل في انتشار تأليف المخطوطات ونسخها. وقد تنوعت المخطوطات العربية بين مترجم ومؤلف، ولم تكن المكتبات الإسلامية كما هي في عصرنا مجرد أماكن لحفظ الكتب، بل كان في المكتبة الرئيسية جهاز خاص بالترجمة وآخر خاص بالنسخ والنقل وجهاز بالحفظ والتوزيع. وكان المترجمون من جميع الأجناس الذين كانوا يعرفون العربية مع لغة بلادهم. ثم كان يراجع عليهم ترجماتهم، علماء العرب لإصلاح الأخطاء اللغوية.
أما النقلة والنساخون فكانت مهمتهم إصدار نسخ جديدة من كل كتاب علمي عربي حديث أو قديم. وكانت أضخم المكتبات هي الملحقة بالجامعات والمساجد الكبرى. ففي دمشق وبغداد وفي القاهرة وفي جامعة القيروان وقرطبة، وجامعة القرويين التي تعد أقدم الجامعات الموجودة في العالم، كانت المخطوطات فيها بالآلاف في كل علم وفرع من فروع العلم. وكانت كلها ميسرة للاطلاع أو الاستعارة. فكان يحق للقارئ أن يستعير أي كتاب مهما كانت قيمته وبدون رهن. لهذا كانت نسبة الأمية في ذلك الوقت، تكاد تكون معدومة. وكان تعلم القرآن كتابة وقراءة إلزامياً. بينما كانت نسبة الأمية في أوروبا فيما بين القرن التاسع وحتى القرن 12م أكثر من 95%. ويقول المستشرق آدم متز في كتابه (الحضارة الإسلامية في القرن الرابع الهجري)، أن أوروبا وقتها لم يكن بها أكثر من عدد محدود من المكتبات التابعة للأديرة. ولا يعرف التاريخ أمة اهتمت باقتناء الكتب والاعتزاز بها كما فعل المسلمون في عصور نهضتهم وازدهارهم. فقد كان في كل بيت مكتبة. وكانت الأسر الغنية تتباهى بما لديها من مخطوطات نادرة وثمينة. وكان بعض التجار يسافرون إلى أقصى بقاع الأرض لكي يحصلوا على نسخة من مخطوط نادر أو حديث. وكان الخلفاء والأثرياء يدفعون بسخاء من أجل أي مخطوط جديد.
وهذه قائمة ببعض المجالات التي برع فيها العلماء العرب المسلمون:

## الطب
لقد طور الأطباء المسلمون أساليب معالجة الجروح فابتكروا أسلوب الغيار الجاف المغلق. وفتائل الجراحة المغموسة في عسل النحل لمنع التقيح الداخلي وهو أسلوب نقله عنهم الأسبان وطبقه الأوربيون في حروبهم. وكان الجراحون المسلمون قد قفزوا بالجراحة قفزة هائلة ونقلوها من مرحلة نزع السهام كما كان عند الإغريق إلى مرحلة الجراحة الدقيقة ومما سهل هذا اكتشافهم للتخدير قبل الجراحة، فتوصلوا إلى ما سموه المرقد (البنج عبارة عن إسفنجة تنقع في محلول من الأعشاب المركبة القنب (الحشيش) والزوان والخشخاش (الأفيون) وست الحسن. وتترك لتجف وقبل العملية توضع الإسفنجة في فم المريض فإذا امتصت الأغشية المخاطية تلك العصارة استسلم للرقاد العميق لا يشعر معه بألم الجراحة.
ولم يقتصر أطباء المسلمين على طريقة الإسفنجة المخدرة فقط، بل كانوا يستعملونه لبوساً من الشرج أو شراباً من الفم. وعرف المسلمون التخدير بالاستنشاق. وبين ابن سينا أثره بقوله: (من استنشق رائحته عرض له سبات عميق من ساعته). وللإفاقة من البنج كان الأطباء العرب يستخدمون إسفنجة أطلقوا عليها الإسفنجة المنبهة المشبعة بالخل لإزالة تأثير المخدر وإفاقة المريض بعد الجراحة. وحدثنا ابن سينا في كتابه «القانون» عن التخدير بالتبريد قائلا: (ومن جملة ما يخدر، الماء المبرد بالثلج تبريداً بالغاً). ووصف كيفية استعمال التبريد كمخدر موضعي كما في جراحة الأسنان.. ولقد كان الجراحون قبل ذلك يتهيبون من الجراجة الداخلية، ويكتفون بعمليات البتر. ثم الكي بالنار لإيقاف النزيف الداخلي. لكنهم باكتشاف واختراع الرازي لخيوط الجراحة من أمعاء الحيوان صار بإمكانهم خياطة أي عضو داخلي بأمان دون الحاجة إلى فتحه من جديد لإخراج أسلاك الجراحة. وكان الجراحون يستعملون في خياطة جراحاتهم الإبر والخيوط من الحرير أو من أمعاء الحيوانات لربط الجروح الداخلية والخارجية أو من خيوط من الذهب لتقويم الأسنان.
ومع تطور الجراحة عند المسلمين بعد اكتشافهم للتخدير، ابتكروا الكثير من آلات الجراحة التي لم تكن معروفة قبلهم، فمنها آلات من الفضة أو الصلب أو النحاس. وكانت أسماء الآلات تدل على مدى توسع الجراحة وتنوعها فهناك المشارط بأنواعها للجراحة الخارجية والداخلية ومنها ذو الحد وذو الحدين والمناشير الكبيرة للبتر والصغيرة لقص العظام الداخلية. والمباضع المختلفة الأشكال فمنها المباضع الشوكية والمعقوفة لقص اللوزتين. والمجادع والمجادر والمبادر والكلاليب. ودست المباضع والمقصات الخاصة بعمليات العيون والجفوت بأحجامها وأشكالها المختلفة، كالجفوت الكبيرة المستعملة في أمراض النساء لاستخراج الجنين أو تسهيل ولادته. أو الجفوت المستعملة في جراحة العظام لاستخراج بقايا العظم أو السلاح داخل الجسم، أو المستعملة في جراحة الأذن والأنف والعيون. والصنانير التي تدخل بين الأوعية والعروق والأعصاب وفي جراحة الأوعية الداخلية وخياطتها.
وفي كسور العظام كان الأطباء يستعملون أنواعا من الجبائر من البوص أو جريد النخل أو من الخشب. وكان المجبرون يعالجون خلع المفاصل وكسر العظام بالطرق اليدوية في خبرة ومهارة دون حاجة إلى الشق بالجراحة وفي كثير من الأحيان يستعملون الشد على المفصل لمنع تكرار الخلع، كما أنهم ابتكروا طريقة الرد الفجائي للخلع. وكان الكي بالمكاوي المختلفة، قد توارثه العرب منذ فترة الجاهلية وقد استعمله المعالجون المسلمون كمسكن للألم للأمراض المزمنة والمستعصية كعرق النساء واللمباجو والصداع النصفي. وحددوا خرائط لجسم الإنسان حددوا فيها مواضع الكي بالنسبة لكل مرض. وقد يكون الكي في أكثر من موضع للمرض الواحد. وابتكر الأطباء المسلمون أنواعا من المكاوي المحماة، من بينها الإبر الدقيقة ذات السن الواحد أو شعبتين أو ثلاثة. وصنعوها من الحديد أو النحاس أو الذهب أو الفضة وحددوا درجة الحرارة المناسبة لعلاج كل مرض. وحدد العالم ابن سينا في كتابه «القانون» القواعد الرئيسية لجراحة السرطانات. في مراحل ثلاثة هي: الاكتشاف المبكر، ثم الجراحة المبكرة، فالاستئصال التام. وذكر الزهراوي علاج السرطان في كتابه «التصريف» قائلا: (متى كان السرطان في موضع يمكن استئصاله كله كالسرطان الذي يكون في الثدي أو في الفخد ونحوهما من الأعضاء المتمكنة لإخراجه بجملته، إذا كان مبتدءاً صغيراً فافعل. أما متى تقدم فلا ينبغى أن تقربه فاني ما استطعت أن أبرئ منه أحدا. ولا رأيت قبلي غيري وصل إلى ذلك). ووصف العملية قائلا: (ثم تلقى في السرطان الصنانير التي تصلح له ثم تقوره من كل جهة مع الجلد على استقصاء حتى لا يبقى شيء من أصوله واترك الدم يجري ولا تقطعه سريعا بل اعصر المواضع ما أمكنك).
وكان الزهراوي يجري عملية استئصال الغدة الدرقية. وهي عملية لم يجرؤ أي جراح في أوروبا على إجرائها إلا في القرن التاسع عشر بعده بتسعة قرون وقد بين هذه العملية بقوله: (هذا الورم يسمى فيلة الحلقوم ويكون ورما عظيما على لون البدن وهو في النساء كثير. وهو على نوعين إما يكون طبيعيا وإما يكون عرضيا. فأما الطبيعي فلا حيلة فيه. وأما العرضي فيكون على ضربين أحدهما شبيه بالسلع الشحمية والنوع الآخر شبيه بالورم الذي يكون من تعقد الشريان وفي شقة خطر فلا تعرض لها بالحديد البتة)، كما بين الزهراوي أوضاع المريض في جراحة الأمعاء بوضعه على سرير مائل الزاوية فاذا كانت الجراحة في الجزء السفلي من الأمعاء وجب أن يكون الميل ناحية الرأس. والعكس صحيح والهدف من ذلك الإقلال من النزيف أثناء العملية والتوسعة ليد الجراح. ونبه على أهمية تدفئة الأمعاء عند خروجها من البطن إذا تعسر ردها بسرعة، وذلك بالماء الدافيء حتى لا تصاب بالشلل. كما ابتكر (الزراقة) لغسيل المثانة وإدخال الأدوية لعلاجها من الداخل. كما عملية تفتيت حصاة المثانة قبل إخراجها فقال: (إن كانت الحصاة عظيمة جدا فإنه من الجهل أن تشق عليها شقا عظيما لأنه يعرض للمريض أحد أمرين: إما أن يموت أو يحدث له تقطير في البول والأفضل أن يتحايل في كسرها بالكلاليب ثم تخرجها قطعا).
وفي سنة 836م أمر الخليفة المعتصم ببناء مشرحة كبيرة على شاطيء نهر دجلة في بغداد وان تزود هذه المشرحة بأنواع من القرود الشبيهة في تركيبها بجسم الإنسان وذلك لكى يتدرب طلبة الطب على تشريحها. ولم يخل كتاب من مؤلفات المسلمين في الطب من باب مستقل عن التشريح توصف فيه الأعضاء المختلفة بالتفصيل وكل عضلة وعرق وعصب باسمه وكان الرازي يقول في كتابه: (يمتحن المتقدم للإجازة الطبية في التشريح أولا، فإذا لم يعرفه فلا حاجة بك أن تمتحنه على المرضى). وكان المسلمون يعتمدون أول أمرهم على ما كتبه الإغريق في تشريح جسم الإنسان وذلك تجنبا للحرج الديني. ولكنهم اكتشفوا عن طريق التشريح المقارن (أي تشريح الحيوانات) الكثير من الأخطاء في معلومات الإغريق فابتدؤوا الاعتماد على أنفسهم. زمن خلال دراستهم للتشريع اكتشف ابن النفيس على الدورة الدموية الصغرى. واكتشفوا أن الكبد يتكون من فصين وليس من خمسة فصوص كما كان يعتقد الإغريق. واكتشف عبد اللطيف البغدادي المتوفى سنة 1231م أن الفك السفلي للإنسان يتكون من عظمة واحدة وليس من عظمتين كما ذكر جالينوس بعد أن فحص (2000) جمجمة بشرية. واكتشف أن عظمة العجز تتكون من قطعة واحدة وليس من ست قطع كما ذكر جالينوس الإغريقي. وكان ابن الهيثم المتوفى سنة 1037م قد اكتشف تشريح طبقات العين ووظائف كل طبقة؛ كالعدسة والحدقة والشبكية وتركيب الأعصاب المتصلة من العين إلى المخ. كما اكتشف ابن رشد وظائف شبكية العين.
وكان المسلمون يطلقون على طب العيون اسم الكحالة وقد اشتهر عدد من أطبائهم بلقب الكحال لبروزهم في هذا الفن. ولا تقتصر الكحالة على العلاج بالكحل والقطور فحسب «فدرج الكحل» كان يشمل إلى جانب هذه الادوية على الآلات الجراحية المتخصصة، وقد تطورت جراحة العيون في البلاد التي تكثر فيها هذه الأمراض مثل مصر والأندلس.
وفي علم طب الأعشاب اكتشفوا ألوف النباتات التي لم تكن معروفة وبينوا فوائدها. وكانت معظم الأعشاب تجرب على الحيوانات كالقرود أولا. وكان الطبيب المعالج هو الصيدلي أو العشاب في آن واحد. ثم انفصلت التخصصات وأصبح الطبيب يكتب الوصفات وتسمى (الأنعات). وكان يسلمها المريض إلى العشاب أو العطار الذي يركبها له، وقد اشتهرت دمشق بطب الأعشاب وكان بها أشهر العطاريين والمعالجين والعاملين بألاعشاب وكان العلماء المسلمون يتحايلون على الأدوية المرة التي تعافها نفس المريض بطرق مختلفة، فابن سينا أول من أوصى بتغليف الدواء بأملاح الذهب أو الفضة لهذا السبب، فأصبحت أقراص الدواء عند المسلمين مغلفة ليس لها طعم. فكان ابن البيطار (شيخ العطارين) يجوب العالم ومعه رسام يرسم له في كتبه النبات بالألوان في شتى أحواله وأطواره ونموه. وقد اكتشف وحده 300 نبات طبي جديد شرحها في كتبه واستجلبها معه. وقد ألف كبار العشابين العديد من الكتب والموسوعات العلمية في هذا العلم ومن أهم مؤلفات ابن البيطار كتاب «مفردات الأدوية».
وكان الطب العربي قد عني «بطب المسنين» وعرف «الطب النفسي العضوي» كطب المجانين والمسجونين وكان ابن سينا أول من أشار إلى أثر الأحوال النفسية على الجهاز الهضمي وقرحة المعدة وعلى الدورة الدموية وسرعة النبض، وكان الأطباء العرب يتبعون الطب الوقائي والأمراض المعدية، حيث كانوا يعرفون العدوى ودورها في نقل الأمراض قبل اكتشاف الميكروسكوب والميكروبات بمئات السنين، فبينوا أضرار مخالطة المريض بمرض معد أو استعمال آنيته أو ملابسهِ، ودور البصاق والإفرازات في نقل العدوى. وكان ابن رشد قد اكتشف المناعة التي تتولد لدى المريض بعد إصابته بمرض معد مثل الجدري، وبين أنه لا يصاب به مرة أخرى. وكانوا يصنعون نوعا من التطعيم ضد الجدري (إذ يأخذون بعض البثور من مريض ناقه ويطعم به الشخص السليم بأن توضع على راحة اليد وتفرك جيدا أو يحدثون خدشا في مكانها) وهي نفس فكرة التطعيم التي نسبت فيما بعد إلى علماء أوروبا.
وقد اهتم ألأمويون بتنظيم مهنة الطب وطرق العمل بها والمعالجة وأصدروا التشريعات المنظمة لذلك وللمعالجين والأطباء، وكان يوجد قانون تشريعي ينظم مزاولة مهنة الطب ففي عهد الخليفة المقتدر العباسي صدر أول قانون للرخص الطبية وبموجبه لا يجوز ممارسة الطب إلا بعد امتحان وشهادة. ووضعت آداب وأخلاقيات المهنة، وكان كل من يقوم بممارسة مهنة الطب، يؤخذ عليه قسم الطبيب المسلم والذي كان يعتمد على المحافظة على سر المريض وعلاجه دون تمييز وأن يحفظ كرامة المهنة وأسرارها، وكان في سنة 218هـ /833م وفي عهد الخليفة المأمون صدر أول قانون للرخص الصيدلية وبموجبه يجري امتحان للصيدلاني ثم يعطى بموجبه مرسوما يجيز لهُ العمل. وأخضع القانون الصيدليات للحسبة (التفتيش)، وكان الخليفة قد كلف الرازي شيخ الأطباء بتأليف كتاب بعنوان «أخلاق الطبيب» ليدرس للطلبة، وقد شرح فيه العلاقة الإنسانية بين الأطباء والمرضى وبينهم وبين بعضهم كما ضمنه نصائح للمرضى في تعاملهم مع الطبيب ووضع أيضا كتاب «طب الفقراء» يصف لهم فيه الأدوية الرخيصة للعلاج المنزلي.

### البيطرة

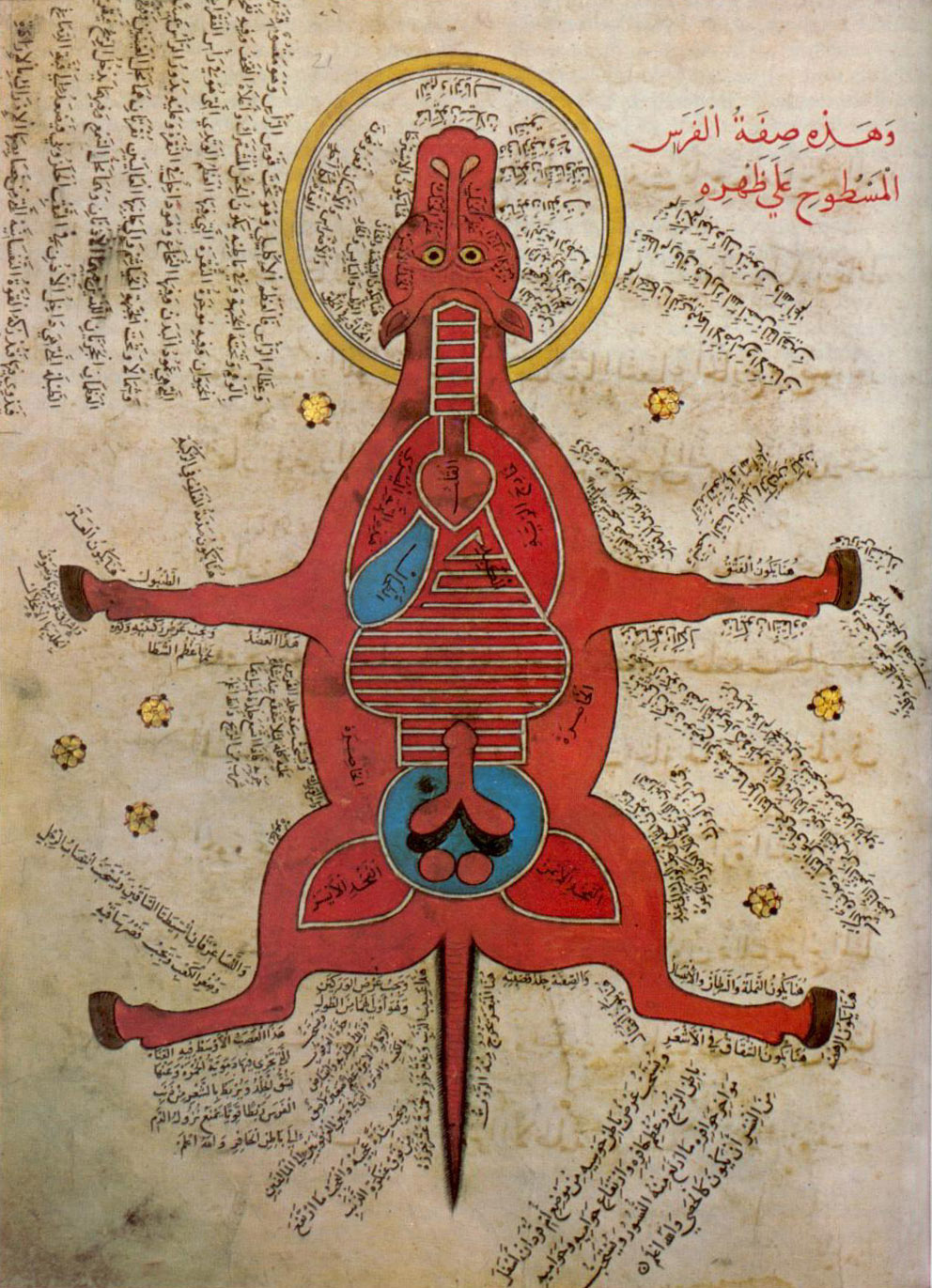
مخطوطة عربية لتشريح حصان.

وكانت البيطرة قد أصبحت علماً له قواعده وأصوله لأن الإسلام عني بالرفق بالحيوان وعلاجه وتغذيته ونهى عن تحميله ما لاطاقة له به أو تعذيبه، ومنع قتله إلا لضرورة. وحرم وشمه أو جدع أنفه أو وخزه بآلة حادة، وقد حقق العرب قدرا عظيما من التطور العلمي في ميدان الطب البيطري حيث عني بأمراض الخيل، والمظهر الخارجي والصفات العامة المميزة للفرس والحمار والبغل ووظائف الأعضاء الخارجية والعيوب الوراثية في الخيل.

## الرياضيات

شكل هندسي للرياضي أبي سهل الكوهي.

لما كان علم الحساب مستغلقا على المبتدئ إذا كان عن طريق البرهان، فإن المسلمين كانوا يعتبرون أن من أحسن التعليم الابتداء بالحساب من طريق أعمال المسائل لأنه معارف متضحة وبراهينه منتظمة، فينشأ عنه في الغالب عقل مضيء يدل على الصواب، ويقولون إن من أخذ نفسه بتعلم الحساب أول أمره يغلب عليه الصدق، لما في الحساب من صحة المباني ومنافسة النفس فيصير له ذلك خلقاً ويتعود الصدق ويلازمه مذهبا.
زادت حاجة المسلمين إلى علم جديد من علوم الحساب يساعدهم في معاملات البيع والشراء بين الشعوب مع اختلاف العملات والموازين ونظام العقود. المأمون يكلف الخوارزمي عالم الرياضيات، بالتفرغ لوضع وسيلة جديدة لحل المعادلات الصعبة التي تواجه المشتغلين بالحساب. فوضع كتابه «الجبر والمقابلة» وبين أغراضه قائلا عند تقديمه: (يلزم الناس من الحاجة إليه في مواريثهم ووصاياهم وفي مقاسمتهم وأحكامهم وتجارتهم وفي جميع ما يتعاملون به بينهم من مساحة الأرضين وكرى الأنهار والهندسة وغير ذلك من وجوهه وفنونه). وتناول الكتاب الحسابات وطرقها ابتداء من حساب محيط في الكرة الأرضية وقطرها وخطوط الطول والعرض في البلدان إلى مساحات البلدان والمدن والمسافات بينها. ثم مساحات الشوارع والأنهار إلى مساحات الضياع والبيوت.. وحساب الوصايا والمواريث وتقسيم التركات المعقدة. والحسابات الفلكية، وحساب المعمار. وكلها كانت تواجه مشاكل وصعوبة في حسابها بطرق الأولين.
وكان علماء الرياضيات المسلمون قد بحثوا في مختلف جوانب علوم الحساب والهندسة والأعداد جمعا وتفريقا وتضعيفا وضربا وقسمة وتوصلوا لكيفية إخراج الجذور في الأعداد الصحيحة وغير الصحيحة. وبينوا الكسور وصورها وطرق جمعها وتفريقها وضربها وقسمتها واستخراج جذور الكسور التربيعية والتكعيبية والضرب والقسمة باستخدام الهندسة وحلوا مسائل العدد ولبنوا خصائصه وتطبيقاته في المعاملات والصرف وتحويل الدراهم والدنانير والأجرة والربح والخسارة والزكاة والجزية والخراج وحساب الأرزاق والبريد والأعداد المضمرة وغيرها من علوم الحساب.
وكانت لأهل المغرب طرق ينفردون بها في الأعمال الجزئية من هذا العلم، فمنها قريبة المآخذ لطرق ابن الياسين ومنها بعيدة كطرق الحضار كما جاء في كتاب مدينة العلوم.
كما أن الأرقام المستخدمة الآن في المشرق هي بالأصل أرقام هندية، بينما الأرقام المستخدمة دوليا هي الأرقام العربية التي وضعها المسلمون بناء على طريقة الزوايا وأضاف إليها المسلمون نظام الصفر، والذي لولاه لما استطعنا أيضاً أن نحل كثيراً من المعادلات الرياضية من مختلف الدرجات، فقد سهل استعماله جميع أعمال الحساب، وخلص نظام الترقيم من التعقيد، ولقد أدى استعمال الصفر في العمليات الحسابية إلى اكتشاف الكسر العشري الذي اكتشفه العالم الرياضي جمشيد بن محمود غياث الدين الكاشي (ت 840 هـ-1436م)، كما ورد في كتابه (مفتاح الحساب للعالم). وكان هذا مقدمة للدراسات والعمليات الحسابية المتناهية في الصغر. لقد كانت الأرقام العربية بصفرها وكسورها العشرية بحق هدية الإسلام إلى أوروبا. هذا الكتاب تضمن الزيج وهو عبارة عن جداول حسابيًة فلكية تبين مواقع النجوم وحساب حركاتها. ويعتبر إبراهيم الفزاري أول من صنع الإسطرلاب. وهو الآلة الفلكية التي تستخدم لرصد الكواكب.

## الفيزياء
ويشمل علم الفيزياء علم الحيل وعلم البصريات، في علم الحيل اشتهر أولاد موسى بن شاكر في القرن التاسع الميلادي، وقد ألفوا كتاب «الحيل النافعة» وكتاب «القرطسون» -القرطسون ميزان الذهب- وكتاب «وصف الآلة التي تزمر بنفسها صنعة بني موسى بن شاكر». ومن مختراعاتهم آلة رصد فلكي ضخمة وكانت تعمل في مرصدهم وتدار بقوة دفع الماء وكانت تبين كل النجوم في السماء وتعكسها على مرآة كبيرة وإذا ظهر نجم رصد في الآلة وإذا أختفى نجم أو شهاب رصد في الحال وسجل.

### علم الحيل

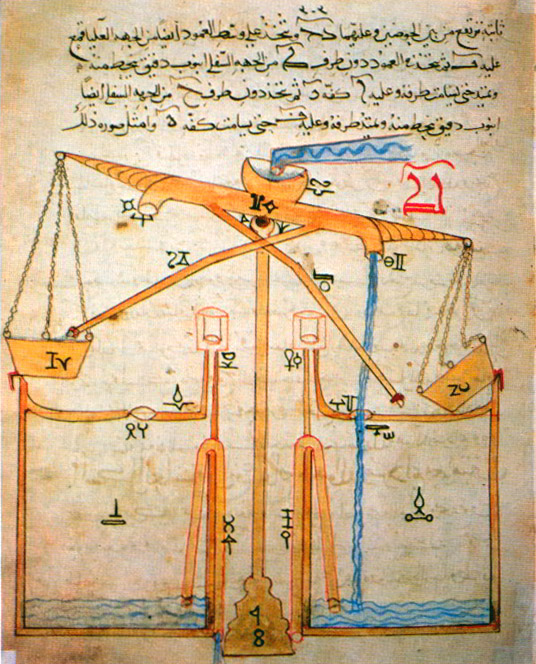
صورة من كتاب الجزري «الجامع بين العلم والعمل النافع في صناعة الحيل».

علم الحيل النافعة أو (الميكانيكا)، ابتكر العرب بعلم الحيل النافعة وطوروه إلى درجة رفيعة من الإتقان. وكان الهدف من هذا، الاستفادة منه وتوفير القوة البشرية والتوسع في القوة الميكانيكية والاستفادة من المجهود البسيط للحصول على جهد أكبر من جهد الإنسان والحيوان. فاعتبره العلماء طاقة بسيطة تعطي جهدا أكبر. فأرادوا من خلاله تحقيق منفعة الإنسان واستعمال الحيلة مكان القوة والعقل مكان العضلات والآلة بدل البدن. والاستغناء عن سخرة العبيد ومجهودهم الجسماني.
فلجؤوا للطاقة الميكانيكة للاستغناء عن الطاقة الحيوية التي تعتمد على العبيد والحيوانات، ولاسيما وأن الإسلام منع نظام السخرة في قضاء الأمور المعيشية التي تحتاج لمجهود جسماني كبير. كما حرم إرهاق الخدم والعبيد والمشقة على الحيوان بعدم تحميلهم فوق ما يطيقونه، لذلك اتجه المسلمون إلى تطوير الآلات لتقوم عوضا عنهم بهذه الأعمال الشاقة.
وعلم الحركة حاليا، يقوم على ثلاثة قوانين رئيسية، كان قد وضعها العالم الإنجليزي نيوتن[ ؟ ] في أوائل القرن 18، عندما نشرها في كتابه الشهير «الأصول الرياضية للفلسفة الطبيعية». وكان نيوتن في هذه القوانين قد قام بتجميع المعلومات العربية القديمة مما كتبه العلماء العرب عن الحركة للأشياء قبل عصره بسبعة قرون. إلا أنه صاغها في قالب معادلات رياضية. وأخذ تعريفاتهم لهذه القوانين الثلاثة ونسبها إليه. ففي القانون الأول عن الحركة قال: (أن الجسم يبقى في حالة سكون أو في حالة حركة منتظمة في خط مستقيم مالم تجبره قوى خارجية على تغيير هذه الحالة). ويقول هذا إخوان الصفا، في رسائلهم الشهيرة: (الأجسام الكليات كل واحد له موضع مخصوص ويكون واقفاً فيها لا يخرج إلا بقسر قاسر). ويقول ابن سينا المتوفى سنة 1037م. في كتابه «الإشارات والتنبيهات»: (إنك لتعلم أن الجسم إذا خلى وطباعه ولم يعرض له من الخارج تأثير غريب لم يكن له بد من موضع معين وشكل معين. فإن من طباعه مبدأ استيجاب ذلك. إذا كان شيء ما يحرك جسما ولا ممانعة في ذلك الجسم كان قبوله الأكبر للتحريك مثل قبوله الأصغر، ولا يكون أحدهما أعصى والآخر أطوع حيث لا معاوقة أصلاً). ثم يأتي بعد ابن سينا علماء مسلمون على مر العصور يشرحون قانونه ويجرون عليه التجارب العملية، وفي ذلك يقول فخر الدين الرازي المتوفى سنة 1209م بكتابه «المباحث المشرقية»: (إنكم تقولون طبيعة كل عنصر تقتضي الحركة بشرط الخروج عن الحيز الطبيعي. والسكون بشرط الحصول على الحيز الطبيعي). وفي كتابه «المباحث الشرقية في علم الإلهيات والطبيعيات» يقول ابن سينا: (وقد بينا أن تجدد مراتب السرعة والبطء بحسب تجدد مراتب المعوقات الخارجية والداخلية). أما قانون نيوتن الثاني في الحركة فنصه: (أن تسارع جسم ما أثناء حركته، يتناسب مع القوة التي تؤثر عليه، وفي تطبيق هذا القانون على تساقط الأجسام تحت تأثير جاذبية الأرض تكون النتيجة أنه إذا سقط جسمان من نفس الارتفاع فإنهما يصلان إلى سطح الأرض في نفس اللحظة بصرف النظر عن وزنهما ولو كان أحدهما كتلة حديد والآخر ريشة، ولكن الذي يحدث من اختلاف السرعة مرده إلى اختلاف مقاومة الهواء لهما في حين أن قوة تسارعهما واحدة).
ويقول الإمام فخر الدين الرازي في كتابهِ «المباحث المشرقية»: (فإن الجسمين لو اختلفا في قبول الحركة لم يكن ذلك الاختلاف بسبب المتحرك، بل بسبب اختلاف حال القوة المحركة، فإن القوة في الجسم الأكبر، أكثر مما في الأصغر الذي هو جزؤه لأن ما في الأصغر فهو موجود في الأكبر مع زيادة)، ثم يفسر اختلاف مقاومة الوسط الخارجي كالهواء للأجسام الساقطة فيقول: (وأما القوة القسرية فإنها يختلف تحريكها للجسم العظيم والصغير. لا لاختلاف المحرك بل لاختلاف حال المتحرك، فإن المعاوق في الكبير أكثر منه في الصغير).
القانون الثالث لنيوتن ينص على أن لكل فعل رد فعل مساوي له في المقدار ومضاد له في الاتجاه). وأبو البركات هبة الله البغدادي المتوفى سنة 1165م، في كتابه «المعبر في الحكمة» قال بما يفيد بهذا المعنى: (إن الحلقة المتجاذبة بين المصارعين لكل واحد من المتجاذبين في جذبها قوة مقاومة لقوة الآخر. وليس إذا غلب أحدهما فجذبها نحوه تكون قد خلت من قوة جذب الآخر، بل تلك القوة موجودة مقهورة، ولولاها لما احتاج الآخر إلى كل ذلك الجذب)، ويقول الإمام فخر الدين الرازي في كتابه «المباحث المشرقية»: (الحلقة التي يجذبها جاذبان متساويان حتى وقفت في الوسط لا شك أن كل واحد منهما فعل فيها فعلاً معوقا ًبفعل الآخر). هذه القوانين الثلاثة للاستقرار والحركة ورد الفعل هي القوانين الأساسية التي ترتكز عليها حاليا كل علوم الآلات والأشياء المتحركة.

## الكيمياء
في علوم الكيمياء نجد العالم جابر بن حيان الذي تتلمذ على يد الإمام جعفر الصادق. قد عاش بعد النصف الثاني من القرن الثامن الميلادي حيث له كتابات كثيرة سواء في المركبات الكيميائية التي لم تكن معروفة في ذلك الوقت مثل نترات الفضة المتبلورة وحامض الأزوتيك وحامض الكبريتيك (زيت الزاج) ولاحظ ما يرسب من كلوروز الفضة عند إضافة ملح الطعام، أو في وصف العمليات الكيميائية كالتقطير والتبخير والترشيح والتبلور والتذويب والتصعيد والتكليس ونحوها. وفي كتبه بين نظرية تكوين المعادن جيولوجيا وبين المعادن الكبريتية الزئبقية ونسب تكوين ستة منها. وبين كيفية تحضير المواد الكيميائية المختلفة ككربونات الرصاص القاعدي وتحضير الزرنيخ والأنتيمون من أملاح الكبريتيدات.
وكيفية تنقية المعادن من الشوائب وتحضير الصلب الذي حضرته أوروبا يعده بحوالي عشرة قرون. وحضر أصباغ الملابس والجلد والطلاء لطلاء الجديد ووقايته من الصدأ ومادة تدهن بها الملابس للوقاية من الماء وأدخل ثاني أكسيد المنجنيز في صناعة الزجاج.
وقام بتقطير الخل للحصول على حامض الخليك المركز. وبين أن الجاذبية لا وزن لها. وكان الكيميائيون العرب يحضرون ملح البارود كيميائياً في المعمل لاسيما وأن أول من اخترع حامض النيتريك هو جابر بن حيان سنة 722م. أما الرازي (ولد سنة 850م) فأجرى عليه التجارب وصنع منه الأملاح أثناء محاولته لإذابة الذهب وأطلق على حامض النيتريك الزاج الأخضر. وكان العرب يطلقون على الأملاح المأخوذة من الطبيعة الحجارة والأملاح المحضرة كيميائيا في المعمل المستنبطات. وتحضير الكيماويات المستنبطة لم يكن معروفا من قبل عصري ابن حيان والرازي. حتى الصينيون الذين اكتشفوا ملح البارود كانوا يستعملونه من خامات الأملاح الطبيعية وكان يطلق عليه الملح الصيني. وقام الكيميائيون العرب بتنقية ملحه الخام من الشوائب مما جعله يستعمل كقوة دافعة للقذائف لاشتعاله السريع. وهذه الخاصية موجودة في مادة الكبريت. لهذا كانا يخلطان معا. وكان العرب يصنعون بارود المدفع من نترات البوتاسيوم بنسبة 75% والكبريت بنسبة 10% والفحم[ ؟ ] بنسبة 15%. وكان المدفعي يحشي هذا المسحوق في فوهة المدفع ثم يضع بها القذيفة (كرة من الحجر أو الحديد) ثم يشعل في المسحوق النار. فيشتغل المسحوق بسرعة مكونا غازات لها قوة ضغط عالية فتنطلق بذلك القذيفة للخارج نحو الهدف المراد تدميره. فالعرب أول من صنع بارود المدافع واستعملوه كقوة دافعة تدميرية في الحروب. بينما كان الصينيون يستخدمون الملح الصيني من ملح البارود الخام لخاصية الاشتعال في الألعاب النارية في أعيادهم. وقد نقل العالم بيكون لأوربا تقنية صناعة البارود بعد ثلاثة قرون من استعمال العرب واختراعهم له.
وفي مخطوط عربي يرجع للقرن العاشر الميلادي تجده يصف هذه التقنية قائلا: تؤخذ عشرة دراهم من ملح البارود ودرهمان من الفحم ودرهم ونصف من الكبريت، وتسحق حتى تصبح كالغبار ويملأ منها ثلث المدفع فقط خوفاً من انفجاره ويصنع الخراط من أجل ذلك مدفعاً من خشب تتناسب فتحته مع جسامة فوهته وتدك الذخيرة بشدة ويضاف إليها البندق (الحجارة أو كرات الحديد). ثم يشعل ويكون قياس المدفع مناسباً لثقله وكانت المجانيق تطلق قذائف النيران الحارقة. وكانت القذيفة تتكون من خليط من الكبريت والنفط والحجارة ملفوفة في الكتان، وفي الحروب الصليبية ابتكر المسلمون آلة جديدة أطلقوا عليها الزيار لرمي أعداد كبيرة من السهام الثقيلة دفعة واحدة. وفي الأسطول العربي في عصر الدولة الأموية كانت الكلاليب التي استعملها المسلمون في ذات الصواري لربط سفنهم بسفن الروم.
وكان الأسطول الأموي يستخدم النفاطة (مزيج من السوائل الحارقة تطلق من اسطوانة في مقدمة السفينة وتسمى النار الإغريقية وهي خليط من الكبريت والمواد السهلة الاشتعال ومادة الجير الحي التي تتفاعل مع الماء فتنتج الحرارة). وكان صلاح الدين الأيوبي في حربه ضد الصليبيين قد استخدم القنبرة كسلاح الغازات التخديرية الذي كان الحشاشون الإسماعيليون قد اخترعوه في معقلهم بقلعة آلاموت (وكر النسر) حيث كانوا يحرقون الحشيش (القنب) كبخور فيشمون أتباعهم دخانه فيصابون بحالة من التخدير. فكان قوات صلاح الدين تحرق الحشيش في موضع قريب من جيش العدو بحيث يكون اتجاه الريح نحوه، فكان تنتابه حالة من التخدير والنعاس. وهذا التكتيك من أسلوب الحرب الكيماوية مكن صلاح الدين من مباغتة الصليبيين وهزيمتهم. وطور المسلمون هذا الأسلوب فصنعوا قنبلة الغازات المخدرة وأطلقوا عليها القنبرة. وكانت تحتوي على مزيج من البنج الأزرق والأفيون والزرنيخ والكبريت فإذا تفاعل الكبريت والزرنيخ تولدت عنه غازات حارقة وخانقة. وكانوا يقذفونها بالمنجنيق على معسكر العدو وهي مشتعلة.
وفي علم السبائك كان صناعة الصلب العربي الذي تصنع منه الأسلحة فقد بلغت هذه الصناعة أوجها في دمشق والقاهرة، وأصبح السيف العربي لا يدانيه سيف، وقد اشتهر السيف الدمشقي شهرة كبيرة من حيث حدة شفرته وعدم قابليته للصدأ أو الاعوجاج وسمي المعدن الذي يصنع منه السيف الدمشقي بالمعدن الأسطوري. وكان المسلمون قد طوروا في أسلحتهم فكانوا يستخدمون الأسلحة الثقيلة كالدبابة والمنجنيق لمهاجمة البيزنطيين.

## الفلك

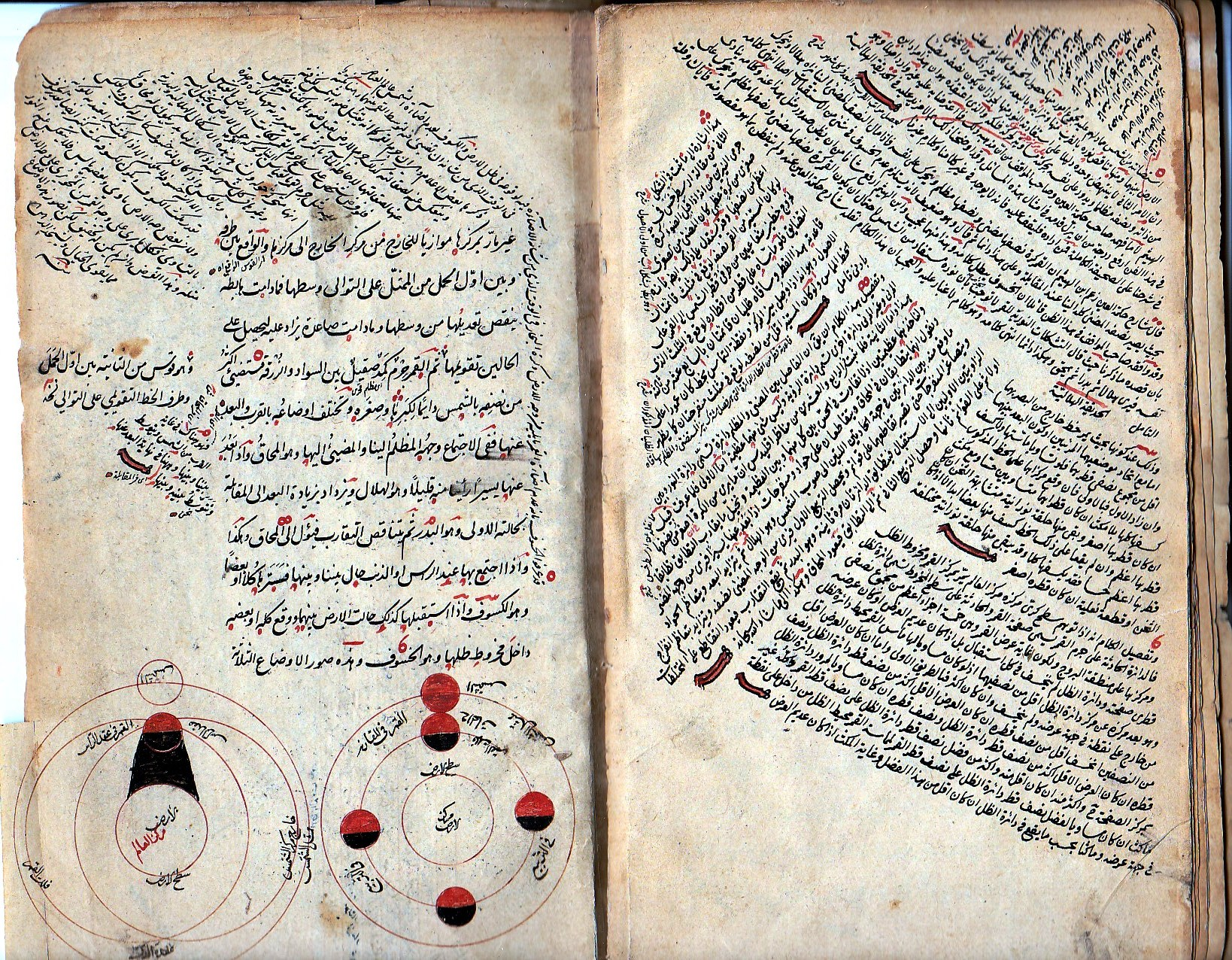
مخطوط لكتاب عربي في علم الفلك يشرح دوران القمر حول الأرض في القرن السابع عشر الميلادي

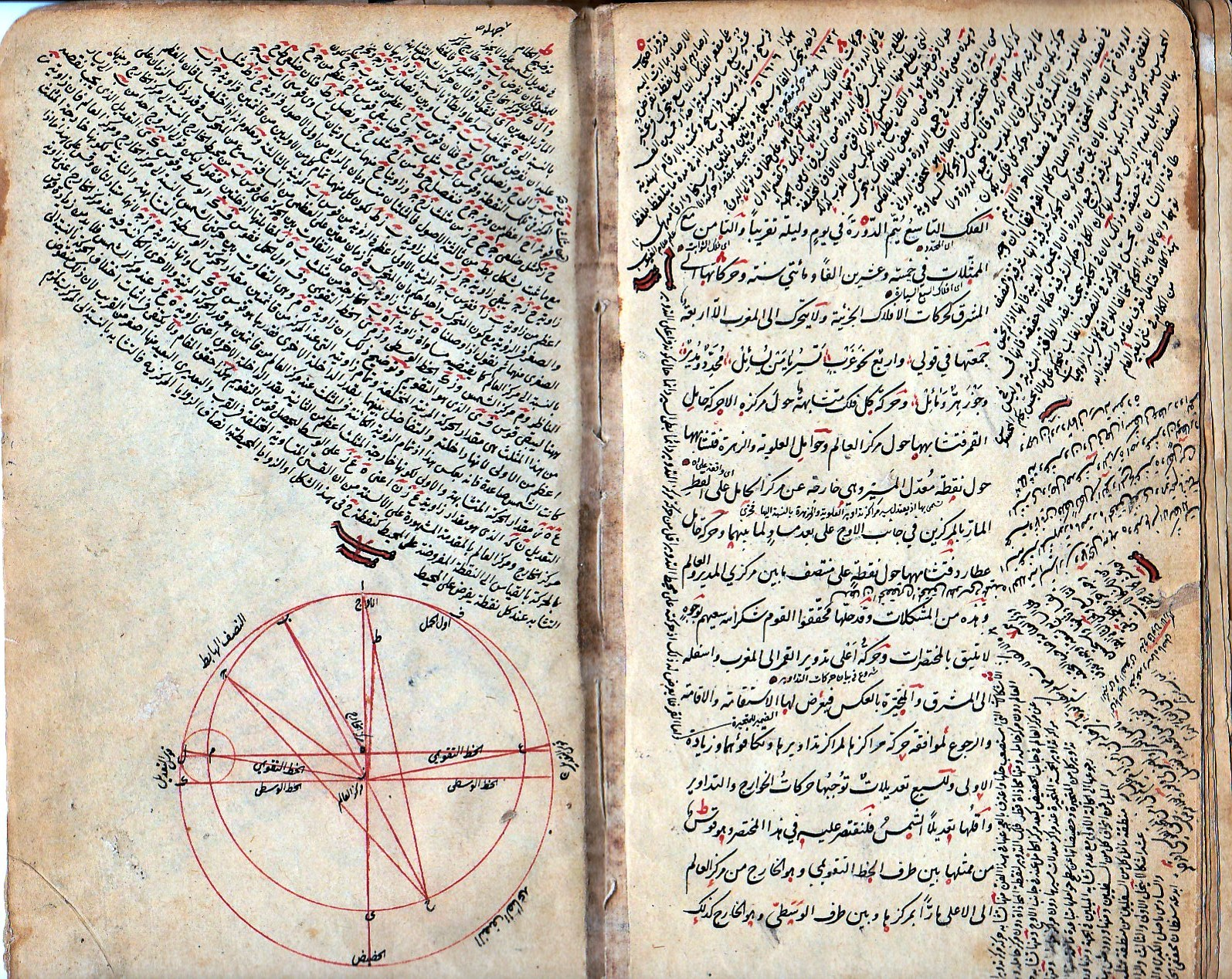
مخطوط لكتاب عربي في علم الفلك

مخطوطة عربية تشرح ظاهرة خسوف القمر.

بعد العلم بما لا يسع الإنسان جهله من شرائع الدين وسنته، اعتبر المسلمون علم الفلك أو كما يسمى أيضا «علم الهيئة» من أشرف العلوم منزلة وأسناها مرتبة وأحسنها حلية وأعلقها بالقلوب وألمعها بالنفوس وأشدها تحديداً للفكر والنظر وتذكية للفهم ورياضة للعقل؛ لما في ذلك من جسيم الحظ وعظيم الانتفاع بمعرفة مدة السنين والشهور والمواقيت وفصول الأزمان وزيادة الليل والنهار ونقصانها ومواضع النيرين وكسوفها ومسير الكواكب في استقامتها ورجوعها وتبدل أشكالها ومراتب أفلاكها وسائر مناسباتها وقد أنشئ المسلمون مرصدا فلكيا كبيرا هو مرصد تدمر في الشام ضم أهم علماء الفلك. وقد وجد المسلمون منه في القرآن كثير مما يطول وصفه ويتسع القول بذكره واستشهاده «إن في خلق السموات والأرض واختلاف الليل والنهار لآيات لأولي الألباب» و«تبارك الذي جعل في السماء بروجاً» و«هو الذي جعل الليل والنهار خلفة» و«هو الذي جعل الشمس ضياء والقمر نوراً وقدره منازل لتعلموا عدد السنين والحساب» و«والقمر بحسبان» يدعوهم إلى إنعام النظر وإدامة الفكر ليثبتوا التوحيد وليعرفوا كنه عظمة الخالق وسعة حكمته وجليل قدرته ولطيف صنعه.
لذلك برعوا في هذا العلم فكانت مريم الإسطرلابي أول من اخترعت الإسطرلاب في الفلك. كما ظهرت عبقرية الخوارزمي في الزيج (جدول فلكي) الذي صنعه وأطلق عليه اسم «السند هند الصغير» وقد جمع فيه مذاهب القدامى في الفلك. وصار لهذا الزيج أثر كبير في الشرق والغرب.
وكان علماء المسلمين يصدرون كتاباً دورياً باسم المناخ، وهي موسوعات تنبؤية حولية أو فصلية تبين أحوال الجو في كل عام، ومواسم الزراعة للنباتات والطقس والمطر حسب التوقعات الفلكية. مما كان يساعد الزراع والمسافرين على التعرف على الأرصاد الجوية. وقد نقلت أوروبا فكرته. وحاليا ما زالت الموسوعة السنوية من المناخ Al) manac) تصدر سنويا في معظم بلدان العالم.

## الزراعة
وفي الدول الإسلامية اتبعوا تقنيات الميكنة الزراعية المتوارثة كالمحراث والساقية والشادوف والنورج. وكان الأندلسيون يسخرون الرياح في إدارة الطواحين ورفع المياه بالسواقي. وأخذت أوروبا عنهم هذه التقنية وغيرها من الأندلس أيام العصر الأموي. وهذه التقنية أخذها الغرب عن العرب إبان الدولة الأموية، وقد اشتهرت الطواحين في مدينة حماة وهي نواعير حماة الذي لايوجد لها مثيل في العالم حتى اليوم وهو نظام رفع المياة من النهر عبر قنوات منصوبة فوق قناطر لري البساتين والمناطق على جانبي النهر وقد نقل الغرب طريقة هذه السواقي أو النواعير لكن بأحجام أصغر بكثير من الموجودة في حماة، وفي بغداد كانت تدار طواحين بالميله أو الهواء لرفع المياه وإدارة مصنع الورق هناك. وكانت طواحين الهواء ورفع المياه تدار بتروس معشقة وعجلات ضخمة متداخلة. لنظرية الأنابيب المستطرقة في توصيل المياه في شبكة من المواسير إلى البيوت، وقد عرفت دمشق في بناء النوافير داخل المنازل وكانت سباقة في ذلك، وقد أبدع المسلمون في استغلال علم الحيل في صناعة السلاح. فطوروا المنجنيق والدبابات الخشبية وكانوا أول من صنع المدافع والبندقية ومضخة المكبس التي اخترعها بديع الزمان الرزاز الجزري (ت سنة 1184م). ومضخة، الجزري عبارة عن آلة من المعدن تدار بقوة الريح أو بواسطة حيوان يدور بحركة دائرية، وكان الهدف منها أن ترفع المياه من الآبار العميقة إلى سطح الأرض، وكذلك كانت تستعمل في رفع المياه من منسوب النهر إذا كان منخفضاً إلى الأماكن العليا، وقد جاء في المراجع أنها تستطيع ضخ الماء إلى أن يبلغ ثلاثة وثلاثين قدماً، أي حوالي عشرة أمتار وهو ما يعادل ارتفاع مبنى يتألف من ثلاثة أو أربعة طوابق، وتنصب المضخة فوق سطح الماء مباشرة بحيث يكون عمود الشفط مغموراً فيه، وهي تتكون من ماسورتين متقابلتين في كل منهما ذراع يحمل مكبساً اسطوانياً، فإذا كانت إحدى الماسورتين في حالة كبس (اليسرى) فإن الثانية تكون في حالة شفط، ولتأمين هذه الحركة المتقابلة المضادة في نفس الوقت يوجد قرص دائري مسنن قد ثبت فيه كل من الذراعين بعيداً عن المركز، ويدار هذا القرص بوساطة تروس متصلة بعامود الحركة المركزي وهناك ثلاثة صمامات على كل مضخة تسمح باتجاه المياه من أسفل إلى أعلى ولا تسمح بعودتها في الطريق العكسي. هذا التصميم العبقري لم يكن معروفاً لدى الرومان[ ؟ ] والاغريق، ولا يزال مبدأ مضخة المكبس مستعملاً حتى الوقت الحاضر في جميع مضخات المكبس التي تعمل باليد لرفع المياه. وهي منتشرة في كثير من القرى في العالم أجمع.
وهذه المضخة هي الفكرة الرئيسية التي بنيت عليها جميع المضخات المتطورة في عصرنا الحاضر والمحركات الآلية كلها ابتداء من المحرك البخاري الذي في القطار أو البواخر إلى محرك الاحتراق الداخلي الذي يعمل بالبنزين كما في السيارة والطائرة، والفكرة الرائدة التي أدخلها الجزري هي استعماله مكبسين واسطوانتين يعملان بشكل متقابل وبصورة متوازية، ثم نقل الحركة الناتجة وتحويلها من حركة خطية إلى حركة دائرية بواسطة نظام يعتمد استعماله التروس المسننة وهو ما يطبق حالياً في جميع المحركات العصرية.

## دور وتأثير العجم
كما ذكر ابن خلدون، مؤرخ القرن الرابع عشر وعالم الاجتماع العربي، أنها لحقيقة جديرة بالملاحظة بأن معظم العلماء المسلمين في العلوم الفكرية كانوا من العجم (غير العرب):
«...فصارت هذه العلوم كلها علوما ذات ملكات محتاجة إلى التعليم فاندرجت في جملة الصنائع وقد كنا قدمنا أن الصنائع من منتحل الحضر وأن العرب أبعد الناس عنها فصارت العلوم لذلك حضرية وبعد عنها العرب وعن سوقها والحضر لذلك العهد هم العجم أو من هم في معناهم من الموالي وأهل الحواضر الذين هم يومئذ تبع للعجم في الحضارة وأحوالها من الصنائع والحرف لأنهم أقوم على ذلك للحضارة الراسخة فيهم منذ دولة الفرس فكان صاحب صناعة النحو سيبويه والفارسي من بعده والزجاج من بعدهما وكلهم عجم في أنسابهم وإنما ربوا في اللسان العربي ...... واستقر العلم كله صناعة فاختصت بالعجم وتركتها العرب وانصرفوا عن انتحالها فلم يحملها إلا المعربون من العجم شأن الضائع كما قلناه أولا فلم يزل ذلك في الأمصار ما دامت الحضارة في العجم وبلادهم من العراق وخراسان وما وراء النهر فلما خربت تلك الأمصار وذهب منها الحضارة التي هي سر الله في حصول العلم والصنائع ذهب العلم من العجم جملة لما شملهم من البداوة...» (مقدمة ابن خلدون، صفحة 544-545).
ونستطيع ان نرجح القول بان أغلب الإسهامات الفكرية قد قامت على أيدي المسلمين من غير العرب وبكافة الاختصاصات في الطب والهندسة والرياضيات والكيمياء بالإضافة إلى الجهود الكبيرة التي قام فيها المترجمون المسلمون من غير العرب من خلال تأسيس دار الحكمة وتمت ترجمة الكثير من علوم اليونان في الهندسة والفلسفة وسواها.

## دور المسيحيين
ساهم المسيحيون خصوصًا من النساطرة أتباع كنيسة المشرق في الحضارة العربية الإسلامية خلال فترة خلافة الأمويين والعباسيين عن طريق ترجمة أعمال الفلاسفة اليونانيين إلى اللغة السريانية وبعد ذلك إلى اللغة العربية. وقد برع منهم في الفلسفة، العلوم (منهم حنين بن إسحاق، وقسطا بن لوقا، ويوحنا بن ماسويه، وسعيد بن البطريق وجبريل بن بختيشوع). وقد خدمت الأسرة السريانية بختيشوع كأطباء للخلفاء العباسين.